# Песканте, Марио
Марио Песканте (итал. Mario Pescante; род. 7 июля 1938, Авеццано, Л’Акуила, Абруццо, Королевство Италия) — итальянский государственный и политический деятель, деятель международного олимпийского движения.

## Биография

### Образование
- Окончил Римский университет. Обучался на юридическом факультете.
- Прошёл специальное обучение общественным связям в Институте европейских исследований Альчиде де Гаспери в Риме.

### Профессиональная карьера
1968—1973 — профессор финансовых дисциплин Римского университета. Профессор Специальной школы психологии человека Римского университета.
1973—1998 — член Совета директоров и исполнительного комитета Института спортивного кредита.
1976—1981 — член Совета директоров телефонного и телекоммуникационного холдинга «STET»
1985—1995 — профессор Государственного университета физического воспитания в Риме.
С 1996 года — профессор спортивного права университета Luiss в Риме.
Входил в Совет директоров банка «Banca Nazionale del Lavoro» (BNL)

### Политическая карьера
Депутат Палаты депутатов парламента Италии XIV (30 мая 2001 года — 27 апреля 2006 года), XV (28 апреля 2006 года — 28 апреля 2008 года) и XVI (с 29 апреля 2008 года) созывов.
С 12 июня 2001 года по 23 апреля 2005 года, с 26 апреля 2005 года по 17 мая 2006 года — государственный унтер-секретарь по делам культурного достояния во II и III составе правительства Сильвио Берлускони.
С 20 июня 2001 года по 27 апреля 2006 года и с 6 июня 2006 года по 28 апреля 2008 года — член VII комиссии (культура, наука, образование) Палаты депутатов.
С 21 мая 2008 года — член, а с 22 мая 2008 года — председатель XIV комиссии (Европейский союз) Палаты депутатов.

### Спортивная карьера
Занимался бегом на средние дистанции.
1955 год — победитель чемпионата итальянских университетов в беге на дистанцию 1500 метров.
1957 год — победитель национального студенческого чемпионата в беге на дистанцию 1000 метров.

### Работа в национальных и международных спортивных организациях
С 1959 года — президент Спортивного университетского центра в Риме. Менеджер и технический ассистент спортивного департамента Итальянской федерации лёгкой атлетики.
В 1968 году — олимпийский атташе в Мехико.
Руководитель итальянских спортивных делегаций на Средиземноморских играх в Алжире (1975 год), в Сплите (1979 год), в Касабланке (1983 год), в Дамаске (1987 год), в Афинах (1991 год).
Руководитель спортивных делегаций Италии на летних Олимпийских играх 1976 года в Монреале, летних Олимпийских играх 1980 года в Москве, летних Олимпийских играх 1984 года в Лос-Анджелесе, летних Олимпийских играх 1988 года в Сеуле и на зимних Олимпийских играх 1976 года в Инсбруке, зимних Олимпийских играх 1980 года в Лейк-Плэсиде, зимних Олимпийских играх 1984 года в Сараево, зимних Олимпийских играх 1988 года в Калгари.
С 1973 года по 1993 год — генеральный секретарь Национального олимпийского комитета Италии.
С 1989 года по 2001 год — генеральный секретарь европейских олимпийских комитетов.
С 1993 года по 1998 год — президент национального Олимпийского комитета Италии.
С 2001 года по 2006 год — президент европейских олимпийских комитетов и вице-президент Ассоциации национальных олимпийских комитетов (АНОК).
Занимал посты: Президента Европейского олимпийского комитета при Европейской комиссии, члена исполкома АНОК, члена технической и финансовой комиссий АНОК, члена исполнительного и международного комитетов Средиземноморских игр.
С ноября 2004 года пл май 2006 года — правительственный куратор Оргкомитета XX зимних Олимпийских игр 2006 года в Турине.

#### Работа вМеждународном олимпийском комитете
Член МОК с 1994 года.
С 1992 года по 1993 год — член Комиссии МОК по олимпийской программе.
С 1995 года по 2001 год — член Комиссии МОК по маркетингу.
С 1996 года по 2001 год — член Комиссии МОК «Женщины и спорт».
С 1998 года по 2004 год — член Координационной комиссии игр XXVIII Олимпиады в Афинах в 2004 году.
В 1999 году — член Комиссии «МОК 2000».
С 2002 года по 2006 год — член Комиссии олимпийской солидарности.
С 2002 года по 2007 год — член Комиссии МОК по международным связям.
С 2006 года — член Исполнительного комитета МОК.
С 2007 года — председатель Комиссии МОК по международным связям.

## Награды
- Великий офицер ордена «За заслуги перед Итальянской Республикой» (2 июня 1988 года)[4]
- Командор ордена «За заслуги перед Итальянской Республикой» (3 января 1981 год)[5]
- Командор ордена «За заслуги перед Литвой» (Литва, 12 сентября 2005 года)[6]
- Орден князя Ярослава Мудрого IV степени (Украина, 21 мая 2005 года) — за выдающийся личный вклад в развитие и популяризацию спорта, содействие развитию олимпийского движения на Украине[7]
- Командор ордена Заслуг перед Республикой Польша (Польша, 14 сентября 2006 года)[8]
- Серебряный Олимпийский орден (МОК)
- Олимпийский орден НОК Молдавии (2004 год).[9]
- Почётный доктор Национального института физического воспитания и спорта Молдавии (2004 год)[9].